# Strong City (Kansas)
Strong City – miasto położone w hrabstwie Chase.